# Еммануель Матута
Еммануель Матута Ла Нкенда Носа (нід. Emmanuel Matuta La Nkenda Nosa, нар. 22 лютого 2002, Мехелен, Бельгія) — бельгійський футболіст конголезького походження, півзахисник нідерландського клубу «Гронінген».

## Ігрова кар'єра

### Клубна
Еммануель Матута народився у місті Мехелен у родині переселенців з Конго. Займатися футболом почав у молодіжній команді місцевого клубу «Мехелен». Вже у віці 12-ти років Матута перебрався до Нідерландів, де приєднався до академії клубу ПСВ. З 2020 року футболіста почали залучати до матчів дублюючого складу і два роки Еммануель грав у складі «Йонг ПСВ» у Ерстедивізі.
У січні 2022 року Матута підписав чотирирічний контракт з клубом Ередивізі «Гронінген». І вже 20 лютого зіграв свою першу гру у новій команді.

### Збірна
З 2017 року Еммануель Матута виступає за юнацькі збірні Бельгії.